# Roko Ukić
Roko Ukić (Split, 5 de Dezembro de 1984) é um basquetebolista profissional croata, atualmente joga no AEK Atenas.

## Carreira
Ukic representou a Seleção Croata de Basquetebol nas Olimpíadas de 2008, que ficou em 6º lugar.